# Coppa Italia 2024 (pallacanestro in carrozzina)
La Coppa Italia di pallacanestro in carrozzina 2024, nota anche come Coppa Italia - Trofeo Antonio Maglio 2024, si è disputata dal 27 al 28 gennaio 2024 al Palasport Alberto Mura di Porto Torres.

## Squadre
Le squadre qualificate sono le prime due classificate di ogni girone al termine della stagione regolare della Serie A 2023-2024.
1. A  Briantea 84 Cantù
2. A  Santo Stefano

1. B  Amicacci Giulianova
2. B  Dinamo Lab Sassari

## Tabellone
|  | Semifinali          | Semifinali          | Semifinali    |               |                   | Finale              | Finale              | Finale             |  |
|  |                     |                     |               |               |                   |                     |                     |                    |  |
|  | Briantea 84 Cantù   | Briantea 84 Cantù   | 66            |               |                   |                     |                     |                    |  |
|  | Briantea 84 Cantù   | Briantea 84 Cantù   | 66            |               |                   |                     |                     |                    |  |
|  | Amicacci Giulianova | Amicacci Giulianova | 63            |               |                   |                     |                     |                    |  |
|  | Amicacci Giulianova | Amicacci Giulianova | 63            |               | Briantea 84 Cantù | Briantea 84 Cantù   | 73                  |                    |  |
|  |                     |                     |               |               | Briantea 84 Cantù | Briantea 84 Cantù   | 73                  |                    |  |
|  |                     |                     | Santo Stefano | Santo Stefano | 67                |                     |                     |                    |  |
|  | Dinamo Lab Sassari  | Dinamo Lab Sassari  | Santo Stefano | Santo Stefano | 67                | 41                  |                     |                    |  |
|  | Dinamo Lab Sassari  | Dinamo Lab Sassari  |               |               |                   | 41                  |                     |                    |  |
|  | Santo Stefano       | Santo Stefano       | 52            |               |                   | Finale terzo posto  | Finale terzo posto  | Finale terzo posto |  |
|  | Santo Stefano       | Santo Stefano       | 52            |               |                   |                     |                     |                    |  |
|  |                     |                     |               |               |                   |                     |                     |                    |  |
|  |                     |                     |               |               |                   | Amicacci Giulianova | Amicacci Giulianova | 41                 |  |
|  |                     |                     |               |               |                   | Amicacci Giulianova | Amicacci Giulianova | 41                 |  |
|  |                     |                     |               |               |                   | Dinamo Lab Sassari  | Dinamo Lab Sassari  | 55                 |  |

### Tabellini

#### Semifinali
| Arbitri: | Graziani Uldanck Saule |

| |            | |
| Carossino 26 | Punti      | 21 Brown |
| Berdun 2 | Assist     | 2 Barbibay, Brown |
| Serio 5 | Rimbalzi   | 3 Cavagnini |
| 7 Patzwald• 11 Serio• 14 Berdun• 22 Carossino 26 De Maggi 0 Makram• 00 Sbuelz• 9 Tomaselli• 10 Santorelli• 19 Geninazzi• 30 Ruggeri• 55 Carrigill | Formazioni | 0 Brown• 5 Benvenuto• 12 Cavagnini• 27 Boganelli• 50 Barbibay 4 Nagle• 8 Marchionni• 9 Biasotti• 10 Topo• 21 Stupenengo• 24 Mandjam• 44 Greco Brakus |
| Josef Jaglowski | Allenatori | Carlo Di Giusto |

| Arbitri: | Guerrini De Mattia Biancalana |

| |            | |
| Lindblom 13 | Punti      | 14 Bedzeti |
| Esteche 5 | Assist     | 5 Raimondi |
| Bellers 7 | Rimbalzi   | 11 De Miranda |
| 4 Esteche• 7 Spanu• 8 Lindblom• 10 Diene• 34 Ghione 3 Çeğil• 5 Hansson• 11 Bellers• 16 Uras• 24 Quaranta• 27 McIntyre | Formazioni | 4 Raimondi• 13 De Miranda• 16 Giaretti• 24 Ramos• 29 Bedzeti 0 Barbe• 6 Buso• 7 Balsamo• 8 Tanghe• 12 Veloce• 15 La Terra |
| Mathew Foden | Allenatori | Roberto Ceriscioli |

#### Finale
| Arbitri: | Graziani De Mattia Uldanck |

| |            | |
| Carossino 27 | Punti      | 21 Bedzeti |
| Carossino 6 | Assist     | 4 Giaretti |
| Berdun 9 | Rimbalzi   | 10 De Miranda |
| 7 Patzwald• 11 Serio• 14 Berdun• 22 Carossino 26 De Maggi 0 Makram• 00 Sbuelz• 9 Tomaselli• 10 Santorelli• 19 Geninazzi• 30 Ruggeri• 55 Carrigill | Formazioni | 4 Raimondi• 13 De Miranda• 16 Giaretti• 24 Ramos• 29 Bedzeti 0 Barbe• 6 Buso• 7 Balsamo• 8 Tanghe• 12 Veloce• 15 La Terra |
| Josef Jaglowski | Allenatori | Roberto Ceriscioli |

#### Finale 3º posto
| Arbitri: | Guerrini Saulle Biancalana |

| |            | |
| Brown 22 | Punti      | 20 Lindblom |
| Cavagnini 2 | Assist     | 4 McIntyre |
| Brown, Cavagnini 8 | Rimbalzi   | 8 Ghione |
| 12 Cavagnini• 21 Stupenengo• 27 Boganelli• 44 Greco Brakus• 50 Barbibay 0 Brown• 4 Nagle• 5 Benvenuto• 8 Marchionni• 9 Biasotti• 10 Topo• 24 Mandjam | Formazioni | 4 Esteche• 7 Spanu• 8 Lindblom• 10 Diene• 11 Bellers 3 Çeğil• 5 Hansson• 16 Uras• 24 Quaranta• 27 McIntyre• 34 Ghione |
| Carlo Di Giusto | Allenatori | Mathew Foden |